# Idaux-Mendy
Idaux-Mendy ist eine französische Gemeinde mit 271 Einwohnern (Stand 1. Januar 2022) im Département Pyrénées-Atlantiques in der Region Nouvelle-Aquitaine (vor 2016: Aquitanien). Die Gemeinde gehört zum Arrondissement Oloron-Sainte-Marie und zum Kanton Montagne Basque (bis 2015: Kanton Mauléon-Licharre).
Der Name in der baskischen Sprache lautet Idauze-Mendi. Die Einwohner werden entsprechend Idauztar oder Mendiar genannt.

## Geographie
Idaux-Mendy liegt ca. 40 km westlich von Oloron-Sainte-Marie in der historischen Provinz Soule im französischen Teil des Baskenlands.
Umgeben wird Idaux-Mendy von den Nachbargemeinden:
| Ordiarp   |                                             | Gotein-Libarrenx |
|           | Kompassrose, die auf Nachbargemeinden zeigt |                  |
| Aussurucq | Ossas-Suhare                                | Menditte         |

Idaux-Mendy liegt im Einzugsgebiet des Flusses Adour und liegt am linken Ufer des Saison, einem Nebenfluss des Gave d’Oloron.
Drei Zuflüsse des Saison, der Uhalteberri Erreka, der Ruisseau Apouhoura und der Arangoreneko Erreka, strömen ebenfalls durch das Gemeindegebiet.

## Geschichte
Die Funde eines Beils aus Feuerstein und eines Festungswalls auf dem Gebiet der Gemeinde sind urgeschichtliche Zeugnisse der Bewohnung des Landstrichs von Menschen bereits in der Eisenzeit.
Die beiden Dörfer wurden 1454 erstmals in den Schriften erwähnt und waren in dieser Zeit abhängig von der Prioratsherberge von Ordiarp, die dazu bestimmt war, Pilger auf dem Jakobsweg nach Santiago de Compostela zu empfangen und zu pflegen.
Am 27. Juni 1842 haben sich die Gemeinden Idaux und Mendy zur heutigen Gemeinde Idaux-Mendy zusammengeschlossen.
Toponyme und Erwähnungen von Idaux waren:
- Udaus (1327, 1337),
- Sent-Pee d’Udaus und Ydauze (1454 bzw. 1479, Urkunden von Bayonne),
- Ydauze (1479),
- Hidaus (1482, Notare von Larreule),
- Idaux (1750, Karte von Cassini),
- Idauns und Ideaux (1775, Verwaltung von Pau) und
- Idaux (1793, Notice Communale).[4][5][6][7]

Toponyme und Erwähnungen von Mendy waren:
- Mendi (1327, 1337),
- Sent-Marthii de Mendi (1454 bzw. 1479, Urkunden von Bayonne),
- Mendy (1690),
- Mendi (1750, Karte von Cassini) und
- Mendy (1793, Notice Communale).[4][5][6][8]

### Einwohnerentwicklung
Nach einem Höchststand der Einwohnerzahl von über 474 nach der Vereinigung der beiden ehemaligen Gemeinden Idaux und Mendy ist die Zahl bei kurzen Wachstumsphasen bis zu den 1930er Jahren um fast die Hälfte auf rund 250 gefallen. Bis zu den 1950er Jahren gab es einen Zuwachs auf über 300 Einwohner, bevor die Einwohnerzahl erneut sank und sich auf einem Niveau von rund 260 Einwohnern stabilisiert hat.
| Jahr      | 1962 | 1968 | 1975 | 1982 | 1990 | 1999 | 2006 | 2009 | 2022 |
| --------- | ---- | ---- | ---- | ---- | ---- | ---- | ---- | ---- | ---- |
| Einwohner | 266  | 229  | 237  | 227  | 242  | 262  | 260  | 260  | 271  |

## Sehenswürdigkeiten

### Pfarrkirche von Idaux

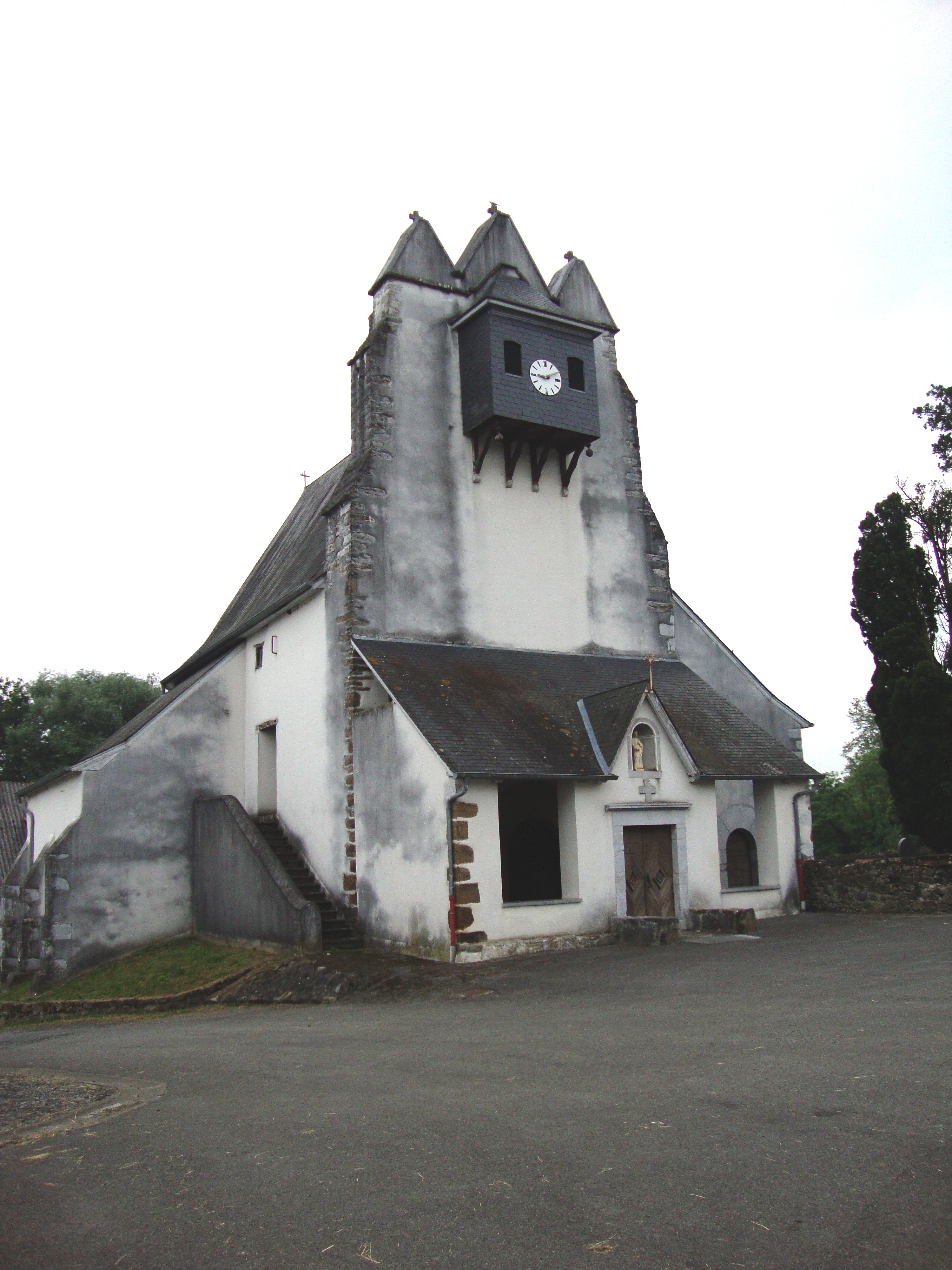
Pfarrkirche Saint-Pierre von Idaux

Sie ist dem Apostel Simon Petrus gewidmet und im 18. Jahrhundert im neugotischen Stil errichtet, der sie von anderen, eher massiven Kirchen der Soule unterscheidet. Charakteristisch für die Region ist allerdings der Clocher trinitaire. Der Glockengiebel weist drei Spitzdächer als Symbol für die Dreifaltigkeit auf, das mittlere etwas höher als die beiden anderen. Wenn auf den Spitzdächern Kreuze angebracht sind, wie im Fall dieser Kirche, so spricht man auch von clochers calvaires, weil die Form an die Kreuzigung von Jesus Christus auf dem Berg Golgotha erinnert. Die glatte Hauptfront der Kirche ist durchbrochen durch eine Öffnung zur Aufnahme der Glocken und ist mit einem Dach aus schwarzem Schiefer gedeckt, wie es in der Region sehr verbreitet ist.
In die Eingangstür der Kirche ist ein Baskisches Kreuz oder Lauburu inmitten einer Raute als Flachrelief aus dem Holz herausgearbeitet. Es ist mit mehreren Strahlen verziert, die von seinem Zentrum ausgehen, was seine Sonnensymbolik unterstreicht. Stürze über der Eingangstür von Häusern, mit Inschriften und anderen Motiven verziert, sind ein Identifikationsmerkmal des Baskenlands. Sie erlauben, mit Ornamenten und Informationen über den Bau oder den Beruf des Eigentümers das Haus individuell zu gestalten. Außer bei privaten Häusern können diese kunstvollen Stürze auch bei kommunalen und sakralen Bauten angetroffen werden wie im Fall der Pfarrkirche von Idaux. Die Verzierung an der Innenseite des Eingangs ist in zwei Teilen ausgestaltet, eine kleine mit einem heute kaum lesbaren Wappen direkt auf der Türrahmung und eine größere auf einem gesonderten Stein oberhalb der Rahmung. Diese zeigt mehrere Motive, darunter in der Mitte die Büste einer Person, einfach, kindlich, mit einem großen Hut und einem breiten Lächeln ausgestaltet. Es ist ein Beispiel Naiver Kunst, wie sie oft in ländlichen Gemeinden des Baskenlands zum Ausdruck kommt.
Eine Empore ganz aus Holz mit verzierter Brüstung ist ganz auf den Baustil der Kirche ausgerichtet. Gemäß dem neugotischen Stil ist das Langhaus von einer Arkade durchzogen, die auch die Empore teilt. Wie allen Kirchen des Baskenlandes üblich, sind Plätze auf der Empore traditionell den Männern während einer Messe vorbehalten.
Ein Altaraufsatz ist ein senkrecht stehender Aufbau aus holz oder Marmor, der hinter dem Altar aufgestellt wird. Der Altaraufsatz in der Pfarrkirche von Idaux aus dem 18. Jahrhundert ist als nationales Kulturgut registriert und ein Beispiel der Verbreitung der barocken Kunst im Baskenland in dieser Epoche. Er zeigt auch spanische Einflüsse mit der Verwendung von Blattgold, den Säulen und dekorativen Blumengirlanden.

### Pfarrkirche von Mendy

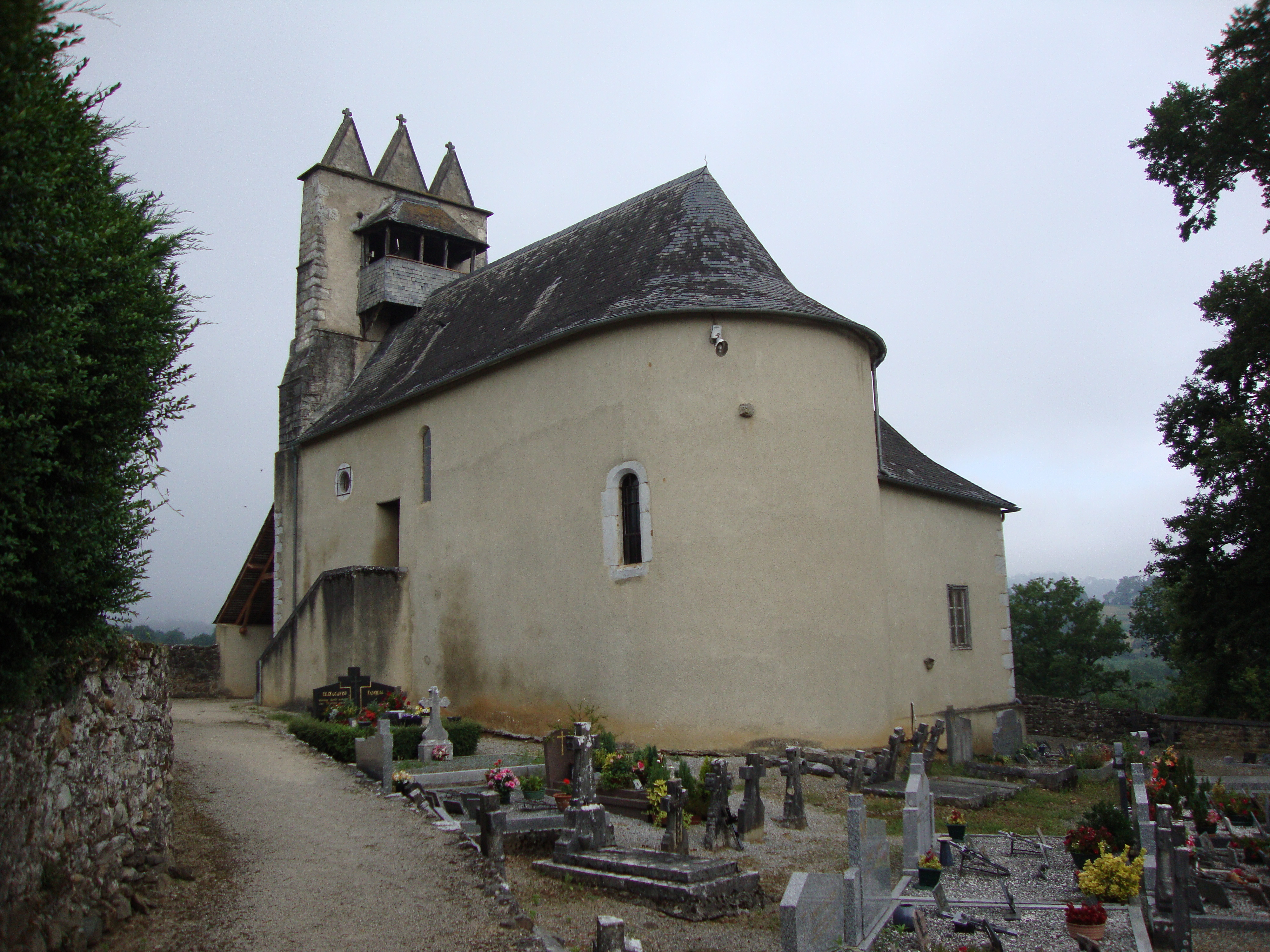
Pfarrkirche Saint-Martin von Mendy

Sie ist Martin von Tours gewidmet, vermutlich im 16. oder 17. Jahrhundert errichtet worden und damit älter als die Pfarrkirche in Idaux. Der Bau zeigt die für die Soule typische wuchtige Architektur mit einem clocher trinitaire. Bei dieser Kirche sind die Spitzdächer ebenfalls mit Kreuzen bekrönt, so dass es sich um einen clocher calvaire handelt, besitzen allerdings bei dieser Kirche die gleiche Höhe. Ein mit schwarzem Schiefer gedecktes Vordach ist dem Glockengiebel vorgelagert, ein ebenfalls sehr typisches bauliches Element in der Soule. Das Dach des Langbaus hat eine Dachneigung von rund 50°, um zu vermeiden, dass sich im Winter der Schnee auf dem Dach anhäuft und durch sein Gewicht das Dach beschädigt.
Der Hauptaltar und der Tabernakel der Kirche stammen aus dem 18. Jahrhundert und sind als nationale Kulturgüter registriert. Der Tabernakel, der den barocken Kunststil präsentiert, ist ein Tischlerwerk mit doppelter Höhe aus bemaltem und vergoldetem Holz mit reichhaltiger Verzierung. Die Pfarrkirche von Mendy beherbergt einen Nebenaltar, der Maria, der Mutter Jesu gewidmet ist. Er ist mit einem Tabernakel rund um eine aus dem Holz geschnitzte Marienstatue geschmückt. Sie zeigt Maria aufrecht, beide Arme zum Segnen ausgestreckt. Der Körper des Tabernakels dient hierbei als Sockel. Er ist von zwei Seitenflügeln flankiert und mit zwei Cherubenköpfen und einer Sonne verziert.
Das Hauptgemälde der Kirche stammt aus dem 18. Jahrhundert und zeigt den Schutzpatron der Kirche als Bischof von Tours, wie er die Gläubigen segnet. Sein Rahmen ist aus vergoldeten und geschnitzten Holz gearbeitet. Das relativ gut erhaltene Ölgemälde ist als nationales Kulturgut registriert.

### Bauernhaus von Idaux
Jede historische Region des Baskenlands zeigt eine eigene charakteristische Architektur. Die Häuser der am Béarn grenzenden Soule zeichnen sich vor allem durch ihre schiefergedeckten Dächer und deren hohe Dachneigung aus, die eine rasche Räumung vom im Winter häufig vorkommenden Schnee erlauben. Im Gegensatz zu Häusern in den beiden anderen baskischen Regionen haben Häuser in der Soule wie bei diesem Bauernhof keinen Balkon oder Fachwerk auf den Fassaden. Dafür sind Mauersteine an den Gebäudeecken zu Eckverbänden ausgestaltet, die die Standfestigkeit der Gebäude vermitteln. Der Bauernhof hat seine große Toreinfahrt durch die Zeit erhalten, ebenso wie ein Weihwasserbecken aus dem Jahre 1786 im Innern.

### Wassermühlen
Die Gemeinde Idaux-Mendy bewahrt drei Wassermühlen entlang des Ruisseau Apouhoura, der ihr Gebiet durchquert. Wegen der vielen Fließgewässer in der Soule wurden hier bereits in früher Zeit Wassermühlen errichtet. Sie gehörten den Adelsfamilien oder berufsmäßigen Müllern, die für die Bewohner der Gemeinden das Korn mahlten. Die Müller hatten gewöhnlich einen schlechten Ruf und wurde oft angeklagt, von der Ernte der Bauern mehr zurückzubehalten, als ihnen für ihre Dienste zustand. Die Mühle Xoro diente als Getreidemühle und hatte ihre Blütezeit während des 19. Jahrhunderts, bevor die industrielle Revolution sie überflüssig machte und sie verlassen wurde. Die Mühle Etchaz hingegen ist vollständig renoviert und in ein Wohnhaus umgewandelt.

## Wirtschaft und Infrastruktur

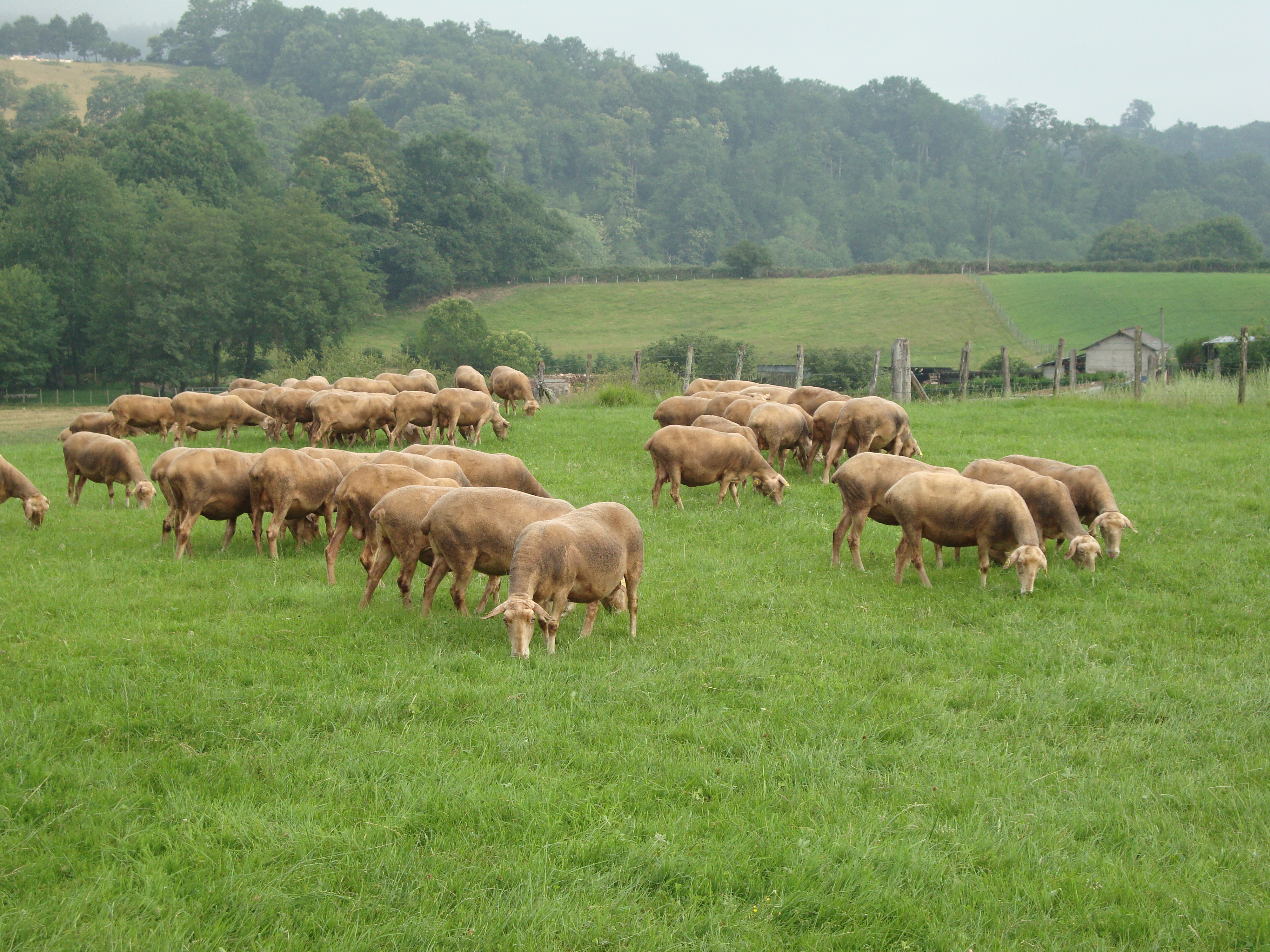
Schafherde bei Idaux-Mendy

Die Landwirtschaft ist traditionell einer der wichtigsten Wirtschaftsfaktoren der Gemeinde. Handwerk und eine kleine Industrie, insbesondere in Form eines Betriebs zur Verarbeitung von Fisch und Meerestieren sowie der Tourismus stellen die Wirtschaft auf eine breitere Basis.
Idaux-Mendy liegt in den Zonen AOC des Ossau-Iraty, eines traditionell hergestellten Schnittkäses aus Schafmilch, sowie der Schweinerasse und des Schinkens „Kintoa“.

### Sport und Freizeit
Zwischen 2002 und 2008 wurde das baskische Musikfestival Euskal Herria Zuzenean auf einem Feld bei Mendy ausgetragen.

### Bildung
Die Gemeinde verfügt über eine öffentliche Vor- und Grundschule mit 47 Schülerinnen und Schülern im Schuljahr 2016/2017.

### Verkehr
Idaux-Mendy wird durchquert von der Route départementale 147.